# Изразирово
 Изразирово  — опустевшая деревня в Лебяжском районе Кировской области.

## География
Расположена на расстоянии примерно 32 км на юг-юго-запад от райцентра поселка  Лебяжье.

## История
Была известна с 1873 года, когда в ней (тогда Изразирова или Глазыровская) было учтено дворов 38 и жителей 282, в 1905 (Изразирово или Лазыревшина) 32 и 200, в 1926 (Большое Изразирово или Лазаревщина) 29 и 167, в 1950 (Изрозирово) 37 и 164, в 1989 (уже Изразирово) оставалось 10 человек. В период 2006-2020 годов входила в состав Лажского сельского поселения до упразднения последнего.

## Население
Постоянное население составляло 1 человек (русские 100%) в 2002 году, 0 в 2010.